# Peromyscus stephani
Peromyscus stephani es una especie de roedor de la familia Cricetidae.

## Distribución geográfica
Se encuentra sólo en México. 